# Districtul Mae Chai
Mae Chai (în thailandeză แม่ใจ) este un district (Amphoe) din provincia Phayao, Thailanda, cu o populație de 36.089 de locuitori și o suprafață de 300,761 km².

## Componență
Districtul este subdivizat în 6 subdistricte (tambon), care sunt subdivizate în 65 de sate (muban).
| Nr. | Nume        | În thailandeză | Sate | Locuitori |  |
| --- | ----------- | -------------- | ---- | --------- |  |
| 1.  | Mae Chai    | แม่ใจ           | 10   | 5,094     |  |
| 2.  | Si Thoi     | ศรีถ้อย          | 13   | 7,267     |  |
| 3.  | Mae Suk     | แม่สุก           | 10   | 5,830     |  |
| 4.  | Pa Faek     | ป่าแฝก          | 10   | 5,538     |  |
| 5.  | Ban Lao     | บ้านเหล่า        | 14   | 8,219     |  |
| 6.  | Charoen Rat | เจริญราษฎร์      | 8    | 4,141     |  |